# Nt (digramme)
Cette page contient des caractères spéciaux ou non latins. S’ils s’affichent mal (▯, ?, etc.), consultez la page d’aide Unicode.
Pour les articles homonymes, voir NT.
Nt (minuscule nt) est un digramme de l'alphabet latin composé d'un N et d'un T.

## Linguistique
Le digramme Nt est utilisé par diverses langues africaines pour noter les sons représentés par /n͡t/ ou /ⁿt/ dans l'alphabet phonétique international.

## Représentation informatique
À la différence d'autres digrammes, il n'existe aucun encodage du Nt sous la forme d'un seul signe. Il est toujours réalisé en accolant les lettres N et T.